# Walter Pitts Hendy Hill
Walter Pitts Hendy Hill, britanski general, * 10. junij 1877, † 1942.